# Begonia urophylla
Espèce
Synonymes
- Begonia boquetensis Irmsch.[1]
- Begonia santae-martae Irmsch.[1]
- Begonia villipetiola C.DC.[1]
- Gireoudia setosa Klotzsch[1]
- Gireoudia urophylla (Hook.) Klotzsch[1]

Begonia urophylla est une espèce de plantes de la famille des Begoniaceae. Ce bégonia est originaire d'Amérique centrale et du nord de l'Amérique du Sud. L'espèce fait partie de la section Gireoudia. Elle a été décrite en 1855 par William Jackson Hooker (1785-1865). L'épithète spécifique urophylla signifie « dont les feuilles ont une pointe semblable à une queue ».

## Description

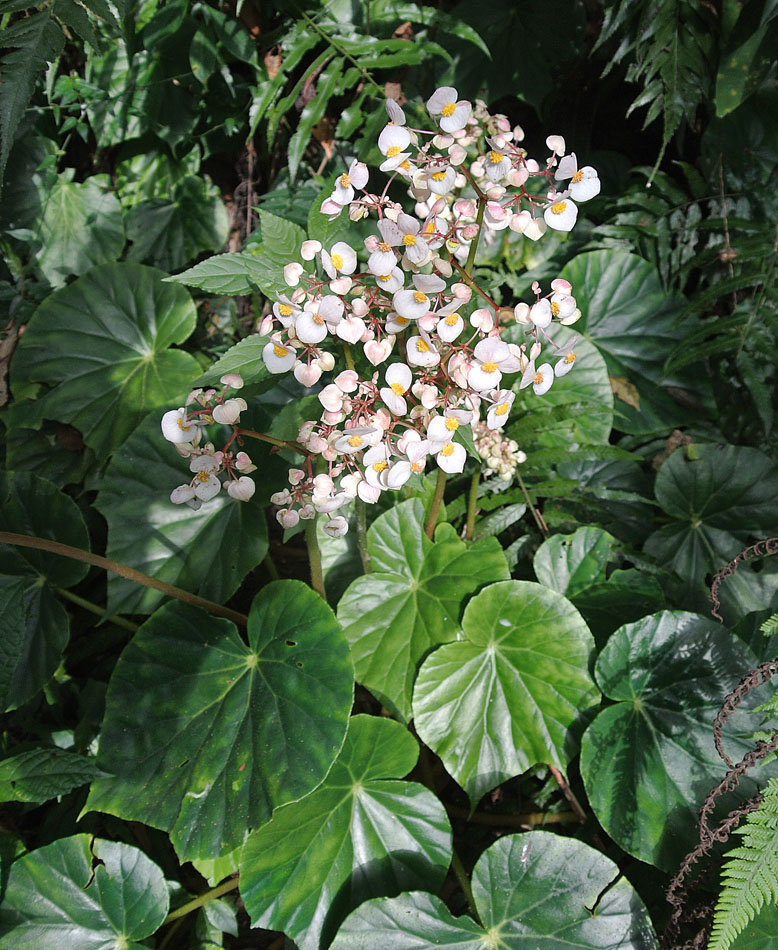
Vue d'ensemble, in situ (Colombie)
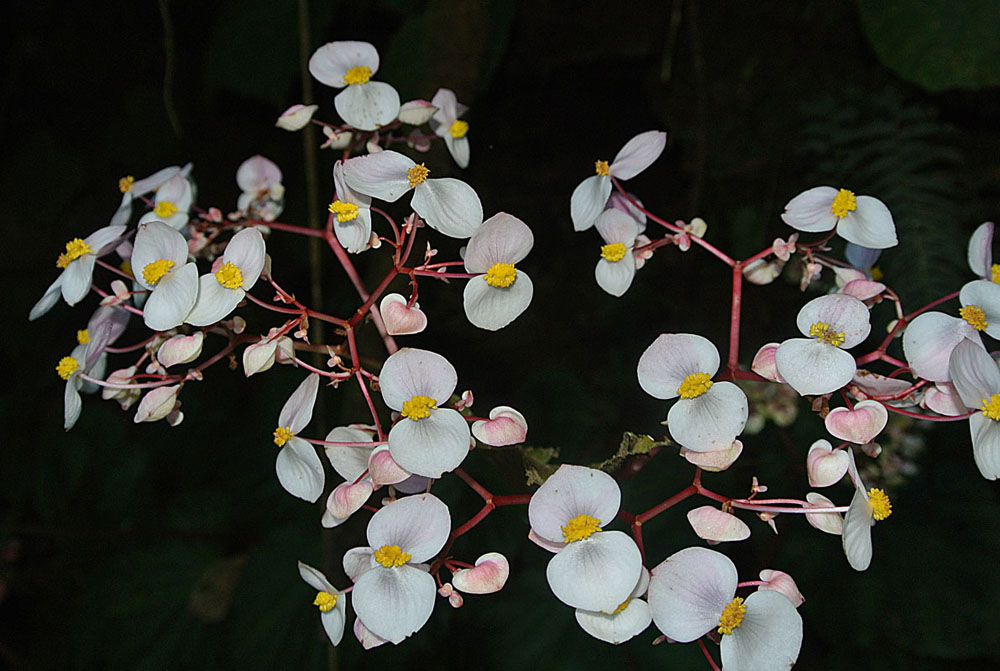
Inflorescence, in situ (Colombie)

## Répartition géographique
Cette espèce est originaire des pays suivants : Colombie ; Costa Rica ; Guatemala ; Panama ; Venezuela.